# 多裔草
多裔草（学名：Polytoca digitata），为禾本科多裔黍属下的一个植物种。中国产于广东、海南、广西；生于丘陵山坡草地。分布于印度、马来西亚。模式标本采自印度。